# J'en ai marre!
J'en ai marre! è il primo singolo estratto dal secondo album della cantante pop francese Alizée, Mes courants électriques.
Pubblicato nel febbraio del 2003 dall'etichetta discografica Polydor, il singolo conteneva una versione accorciata del brano e una versione strumentale, e in aggiunta tre remix in una versione speciale del singolo. In Regno Unito il singolo è stato presentato in una versione in lingua inglese con il titolo I'm Fed Up! mentre in Giappone era intitolato Mon Bain de mousse.
La canzone è stata prodotta da Mylène Farmer e Laurent Boutonnat e scritta da David "Pierrot" Coppari.

## Videoclip
Il videoclip ufficiale della canzone (sia nella versione francese che in quella inglese) vede Alizée (con addosso una tuta rossa che presenta un numero 9 impresso nella parte anteriore della maglietta) che canta in una “gabbia” in plexiglass (realizzata per l’occasione in uno studio parigino), abbastanza grande da permettere alla cantante di muoversi liberamente. In alcune scene la si vede strisciare contro la parete e in altre lanciarle contro una pallina da tennis, mentre una scena particolare la mostra mentre lancia una macchina fotografica a terra, fracassandola. Nel corso del video, inoltre, viene versata dell’acqua dentro alla gabbia, facendo bagnare Alizée, mentre sul finire della clip si vede la ragazza dare un pugno alla parete, distruggendo tutta la sua “prigione”. La cantante ha dichiarato, in un’intervista, che durante le riprese si è fatta male alle ginocchia, per via dell’assenza di protezioni adeguate.

## Esibizioni dal vivo
Nonostante esista un videoclip ufficiale, tale canzone è molto più conosciuta per le esibizioni dal vivo con cui Alizée l’ha presentata in diversi programmi francesi (come Tubes d’un jour) e manifestazioni canore estere, come Top Of the Pops in Regno Unito e il Festivalbar in Italia. In tali occasioni, infatti, la cantante, oltre a cantare, ha eseguito una particolare coreografia che ha dato ampio sfoggio delle sue abilità da ballerina, caratterizzata dei movimenti d’anca molto sensuali. A differenza del videoclip, nelle esibizioni dal vivo Alizée ha indossato inizialmente un corto tubino nero (che le arrivava appena sotto le anche) e delle autoreggenti con dei tacchi, per poi passare ad una maglietta senza maniche e a dei pantaloni neri, mantenendo sempre i tacchi. Ha eseguito tale coreografia (in una versione un po’ più semplificata) anche in occasione della sua tournée in Francia del 2003, questa volta indossando un tubino bianco e degli stivali. 

## Curiosità
La coreografia eseguita da Alizée ha ispirato la danza dell’elfo femmina della notte del popolare videogioco World of warcraft.

## Formati e tracce
French CD Single
1. J'en ai marre 4:35
2. J'en ai marre (Instrumental Mix) 5:05

French CD maxi single
1. J'en ai marre (Single Version) 4:35
2. J'en ai marre (Soft Skin Club Mix) 7:40
3. J'en ai marre (Bubbly Club Remix) 7:50
4. J'en ai marre (My Goldfish is Under me Remix) 3:40

French 12" vinyl single
A Side :
1. J'en ai marre (Soft Skin Club Mix) 7:40

B Side :
1. J'en ai marre (Bubbly Club Remix) 7:50
2. J'en ai marre (My Goldfish is Under me Remix) 3:40

CD Single
1. J'en ai marre 4:35
2. I'm Fed up 4:45

German CD maxi single
1. J'en ai marre 4:35
2. I'm Fed up 4:45
3. I'm Fed up (Soft Skin Club Mix) 7:40
4. I'm Fed up (Bubbly Club Remix) 7:50
5. I'm Fed up (My Goldfish is Under me Remix) 3:40
6. J'en ai marre (Soft Skin Club Mix) 7:40

Japanese CD single
1. Mon bain de mousse
2. Mon bain de mousse (Soft Skin Club Mix)
3. Mon bain de mousse (Music Video)

## Classifiche
| Paese             | Posizione raggiunta |
| ----------------- | ------------------- |
| Francia           | 4                   |
| Belgio (Vallonia) | 21                  |
| Italia            | 23                  |
| Svizzera          | 5                   |
| Belgio (Fiandre)  | 18                  |
| Austria           | 43                  |
| Svezia            | 57                  |